# Jacob Schmitt
Jacob Schmitt   (Obernburg, 2 de novembre de 1803 - Hamburg, juny 1853) va ser un compositor i professor de piano alemany que va treballar a Hamburg.

## Biografia
Jacob Schmitt era el més jove dels set fills de Franz Bartholomäus Schmitt i Anna Maria Scheller; el seu germà gran era el compositor Aloys Schmitt. El seu pare ja era un aspirant a músic, que sostenia el seu sou de professor fent d'organista a l'església parroquial de Sant Pere i Pau del poble. Va donar suport musical als seus fills, donant-los les primeres lliçons musicals i assegurant-se que fossin acollits a la casa de l'editor musical Johann Anton André a Offenbach. Allà, Schmitt va ser ensenyat per André i el seu germà Aloys i va tenir les seves primeres actuacions com a acompanyant de piano el 1814. En aquesta època, a l'opinió del públic, era el germà petit dels ja coneguts Aloys amb qui tenia una estreta relació.
El camí de Schmitt al món del negoci de la música gratuïta va començar cap al 1823. Això queda clar a partir d'un intercanvi de cartes amb el seu antic mecenes André. En aquestes cartes, Schmitt demanava inicialment el finançament d'un nou piano de cua oferint a Andrè els drets de més composicions a canvi; després que aquesta sol·licitud s'hagués rebutjat, Schmitt va demanar que almenys les seves noves obres s'incloguessin a la publicació d'André i el suport per a una gira de concerts prevista. Va descobrir que com a artista independent ja no tractava amb un mecenes sinó amb un empresari i soci de cooperació. En aquesta època Schmitt es va quedar més temps a Mannheim on va ensenyar al pianista Jakob Rosenhain.
Schmitt va visitar Hamburg per primera vegada en una gira de concerts el 1825. Allà, va ser rebut amablement pels crítics i es va establir a la ciutat; els documents públics esmenten els anys 1828/29, tot i que les fonts contemporànies ja esmenten l'any 1825. El 1827 Schmitt es va casar amb la filla d'un comerciant Henrica Worms a Obernburg. La primera casa de la família Schmitt a Hamburg va ser prop de la porta de l'Altona, posteriorment Schmitt va intentar estimar el públic a Hamburg, per exemple amb la seva composició Les charmes de Hambourg que va ser la seva primera composició publicada a Hamburg. Durant un breu temps, va ser cap d'una associació d'orquestres, l'Apollo-Verein; però va dimitir al cap d'uns anys. La seva feina com a professor va tenir més èxit ja que l'acompanyava amb material didàctic per a piano. Entre els seus estudiants hi havia Diederich Krug, Henry Christian Timm i Otto Goldschmidt. Els nombrosos moviments a zones socials pitjors d'Hamburg, així com la seva correspondència per cartes en aquest moment mostren que Schmitt no tenia èxit financer. Com a resultat, mor sol i pobre el 1853.

## Obres
Schmitt va crear més de 330 obres principalment per a piano, entre aquestes nombroses Sonatina, Divertissements, Nocturns i altres peces més petites. Aquestes peces són afavorides en la crítica contemporània. Tanmateix, la seva única òpera Alfred el Gran (alemany: Alfred der Große) no va tenir èxit.
Robert Schumann va ser el crític contemporani més important de Schmitt. Va veure Schmitt com un gran talent, que mai va poder ni va voler desenvolupar-se completament. Schumann va valorar especialment les obres d'èxit de Schmitt com el seu concert op. 300 i la Grande Fantaisie brillante op. 225 així com els seus materials didàctics. Com molts crítics d'aquesta època, també va comparar Jakob amb el seu germà Aloys Schmitt i va concloure que Jacob tenia el major talent, però Aloys era l'artista superior i va utilitzar millor el seu talent. A la contemporània "Enciclopèdia de totes les ciències musicals o lèxic universal de l'art musical" (alemany: "Encyclopädie der gesammten musikalischen Wissenschaften oder Universal-Lexikon der Tonkunst") Aloys també va ser considerat com l'artista més important. Només a les "Petites converses musicals-lèxic" (alemany: "Kleinen musikalisches Conversations-Lexikon"), que va ser publicada per la seva editorial musical d'Hamburg i que va participar com a autor, es va veure igualment important per al seu germà.